# Andrea Campagnolo
Andrea Campagnolo (Rosà, 17 giugno 1978) è un allenatore di calcio ed ex calciatore italiano, di ruolo portiere, preparatore dei portieri del Cittadella.

## Carriera

### Giocatore
Cresciuto nelle giovanili del Cittadella, rimane aggregato per due stagioni alla prima squadra, prima di passare alla Roma dove rimane per tre stagioni senza mai scendere in campo, in qualità di terzo portiere della squadra capitolina. Nell'estate del 2000 passa al Genoa, in Serie B, dove trascorre la prima stagione in panchina, mentre nella seconda scende in campo per 4 occasioni.
Passato al Vicenza nel luglio 2002, nell'alternarsi a difesa della porta biancorossa con Giorgio Sterchele e Vlada Avramov, scende in campo in 5 occasioni. Lasciata la compagine vicentina passa alla Triestina, divenendo il titolare della formazione giuliana per due stagioni e scendendo in campo in 48 occasioni.
Passato al Cagliari, esordisce in Serie A l'11 settembre 2005 in Cagliari-Lazio (1-1), scendendo in campo in 11 occasioni prima dell'arrivo, nel gennaio 2006, del pariruolo Antonio Chimenti.
Nel giugno 2006 viene acquistato dalla Reggina, secondo portiere alle spalle di Ivan Pelizzoli. Dopo il passaggio del portiere bergamasco al Lokomotiv Mosca nel gennaio 2007, diventa il portiere titolare della formazione calabrese, ed è fra i protagonisti della miracolosa salvezza conquistata partendo con 11 punti di penalizzazione. Si ripete nella stagione 2007-2008, giocata interamente da titolare. Nella stagione 2008-2009 a metà stagione viene sostituito dal portiere di riserva Puggioni a causa di uno stiramento.
Il 6 giugno 2009 viene acquistato dal Catania, squadra con cui firma un contratto triennale.
Dal maggio 2007 è cittadino onorario della città di Reggio Calabria.
Alla scadenza naturale del contratto, in data 30 giugno 2012, con un comunicato sul sito ufficiale del Catania viene annunciata la conclusione del rapporto lavorativo col calciatore, rendendolo di fatto senza squadra. La sua ultima presenza nella massima serie risale al 28 gennaio 2012, nel pareggio interno per 1-1 contro il Parma
Il 22 luglio 2012 viene acquistato dal Siena, in Serie A, dove colleziona soltanto 8 panchine fino a gennaio.
Il 9 gennaio 2013 passa a titolo definitivo al Cesena, che fa di lui il portiere titolare anche per la stagione 2013-2014. Colleziona l'ultima presenza in maglia bianconera il 25 gennaio 2014 nella vittoria per 3-1 in casa del Varese all'età di quasi 36 anni.

### Preparatore dei portieri
Dalla stagione 2015-2016, diventa preparatore dei portieri delle giovanili del Cittadella.

## Statistiche

### Presenze e reti nei club
| Stagione          | Squadra           | Campionato        | Campionato | Campionato | Coppe nazionali | Coppe nazionali | Coppe nazionali | Coppe continentali | Coppe continentali | Coppe continentali | Altre coppe | Altre coppe | Altre coppe | Totale | Totale |
| Stagione          | Squadra           | Comp              | Pres       | Reti       | Comp            | Pres            | Reti            | Comp               | Pres               | Reti               | Comp        | Pres        | Reti        | Pres   | Reti   |
| ----------------- | ----------------- | ----------------- | ---------- | ---------- | --------------- | --------------- | --------------- | ------------------ | ------------------ | ------------------ | ----------- | ----------- | ----------- | ------ | ------ |
| 1995-1996         | Cittadella        | C2                | 0          | 0          | CI-C            | 0               | 0               | -                  | -                  | -                  | -           | -           | -           | 0      | 0      |
| 1996-1997         | Cittadella        | C2                | 0          | 0          | CI-C            | 0               | 0               | -                  | -                  | -                  | -           | -           | -           | 0      | 0      |
| Totale Cittadella | Totale Cittadella | Totale Cittadella | 0          | 0          |                 | 0               | 0               |                    | -                  | -                  |             | -           | -           | 0      | 0      |
| 1997-1998         | Roma              | A                 | 0          | 0          | CI              | 0               | 0               | -                  | -                  | -                  | -           | -           | -           | 0      | 0      |
| 1998-1999         | Roma              | A                 | 0          | 0          | CI              | 0               | 0               | CU                 | 0                  | 0                  | -           | -           | -           | 0      | 0      |
| 1999-2000         | Roma              | A                 | 0          | 0          | CI              | 0               | 0               | CU                 | 0                  | 0                  | -           | -           | -           | 0      | 0      |
| Totale Roma       | Totale Roma       | Totale Roma       | 0          | 0          |                 | 0               | 0               |                    | 0                  | 0                  |             | -           | -           | 0      | 0      |
| 2000-2001         | Genoa             | B                 | 0          | 0          | CI              | 0               | 0               | -                  | -                  | -                  | -           | -           | -           | 0      | 0      |
| 2001-2002         | Genoa             | B                 | 4          | -5         | CI              | 1               | 0               | -                  | -                  | -                  | -           | -           | -           | 5      | -5     |
| Totale Genoa      | Totale Genoa      | Totale Genoa      | 4          | -5         |                 | 1               | 0               |                    | -                  | -                  |             | -           | -           | 5      | -5     |
| 2002-2003         | Vicenza           | B                 | 5          | -6         | CI              | 4               | -10             | -                  | -                  | -                  | -           | -           | -           | 9      | -16    |
| 2003-2004         | Triestina         | B                 | 18         | -12        | CI              | 1               | -1              | -                  | -                  | -                  | -           | -           | -           | 19     | -13    |
| 2004-2005         | Triestina         | B                 | 28+2       | -33 + -0   | CI              | 2               | 0               | -                  | -                  | -                  | -           | -           | -           | 32     | -33    |
| Totale Triestina  | Totale Triestina  | Totale Triestina  | 46+2       | -45 + -0   |                 | 3               | -1              |                    | -                  | -                  |             | -           | -           | 51     | -46    |
| 2005-2006         | Cagliari          | A                 | 11         | -15        | CI              | 5               | -7              | -                  | -                  | -                  | -           | -           | -           | 16     | -22    |
| 2006-2007         | Reggina           | A                 | 15         | -17        | CI              | 1               | -2              | -                  | -                  | -                  | -           | -           | -           | 16     | -19    |
| 2007-2008         | Reggina           | A                 | 35         | -52        | CI              | 0               | 0               | -                  | -                  | -                  | -           | -           | -           | 35     | -52    |
| 2008-2009         | Reggina           | A                 | 23         | -38        | CI              | 1               | 0               | -                  | -                  | -                  | -           | -           | -           | 24     | -38    |
| Totale Reggina    | Totale Reggina    | Totale Reggina    | 73         | -107       |                 | 2               | -2              |                    | -                  | -                  |             | -           | -           | 75     | -109   |
| 2009-2010         | Catania           | A                 | 3          | -3         | CI              | 4               | -2              | -                  | -                  | -                  | -           | -           | -           | 7      | -5     |
| 2010-2011         | Catania           | A                 | 1          | -3         | CI              | 3               | -6              | -                  | -                  | -                  | -           | -           | -           | 4      | -9     |
| 2011-2012         | Catania           | A                 | 4          | -6         | CI              | 1               | -3              | -                  | -                  | -                  | -           | -           | -           | 5      | -9     |
| Totale Catania    | Totale Catania    | Totale Catania    | 8          | -12        | -               | 8               | -11             | -                  | -                  | -                  | -           | -           | -           | 16     | -23    |
| 2012-gen. 2013    | Siena             | A                 | 0          | 0          | CI              | 1               | 0               | -                  | -                  | -                  | -           | -           | -           | 1      | 0      |
| gen.-giu. 2013    | Cesena            | B                 | 19         | -16        | CI              | -               | -               | -                  | -                  | -                  | -           | -           | -           | 19     | -16    |
| 2013-2014         | Cesena            | B                 | 12         | -9         | CI              | 1               | -1              | -                  | -                  | -                  | -           | -           | -           | 13     | -10    |
| Totale Cesena     | Totale Cesena     | Totale Cesena     | 31         | -25        |                 | 1               | -1              |                    | -                  | -                  |             | -           | -           | 32     | -26    |
| Totale carriera   | Totale carriera   | Totale carriera   | 178+2      | -215 + -0  |                 | 25              | -32             |                    | 0                  | 0                  |             | -           | -           | 205    | -247   |